# Orthotrichum meyenianum
Orthotrichum meyenianum är en bladmossart som beskrevs av Hampe in C. Müller 1851. Orthotrichum meyenianum ingår i släktet hättemossor, och familjen Orthotrichaceae. Inga underarter finns listade i Catalogue of Life.